# Kladky
Kladky (německy Rom) jsou obec v okrese Prostějov v Olomouckém kraji. Žije zde 342 obyvatel.

## Názvy
Kladky: V dokladu z roku 1320 je vesnice pojmenována Roma a v podobě Rom se (v němčině) toto jméno opakuje ještě v 18. a 19. století. Vzniklo převzetím jména italského Říma. České Kladky je množné číslo slova kladka, zdrobněliny od kláda. V němčině se též vedle Rom používal tvar Kladek vzniklý z českého spojení z Kladek.
Ošíkov: Protože vesnice byla založena až v 18. století a tudíž chybějí starší doklady, je původ jména nejasný. Snad jeho základem bylo osobní jméno Onšík, zdrobnělina jména Oneš, což byla původně domácká podoba jména Onomysl. Nebo základem mohlo být osobní jméno Ušík (odvozené od obecného ucho) a počáteční samohláska místního jména je nářeční. V obou případech jde o nejisté domněnky.
Trpín: Jméno osady bylo odvozeno od osobního jména Trpa a znamenalo "Trpův majetek". Osada byla založena kolem roku 1780, ale její jméno je zřejmě výrazně starší (bylo přeneseno odjinud).
Bělá: Osady s tímto jménem byly obvykle nazývány podle průzračnosti potoční nebo říční vody.

## Historie
První písemná zmínka o obci pochází z roku 1317.
První zpráva o kostele v obci pochází z roku 1581, kdy se však jednalo o dřevěnou stavbu. Ta byla posléze dostavěna, roku 1871 byl přestavěn v novorománském stylu a generální opravy se dočkal v roce 2001.
V roce 1793 měla obec 603 obyvatel.

## Přírodní poměry
Jižně od obce pramení potoky Věžnice a Špraněk, oba obcí posléze protékají. Zcela nejjižnější část katastru obce patří do povodí říčky Nectava.
U pramene Špraňku se rozkládá přírodní památka U nádrže, ve které jsou chráněny mokřadní louky. Její nejnižší bod navazuje na vodní nádrž.
Mezi nedostavěným hotelem Úpolín a osadou Bělá, v údolí stejnojmenného potůčku, se rozkládá mokřad Bělá, oblast usilující o zapsání mezi chráněná území. Celé katastrální území obce se nachází v přírodním parku Kladecko.
Severně od obce se rozkládá dančí a jelení obora.

## Obyvatelstvo

### Struktura
Vývoj počtu obyvatel za celou obec i za jeho jednotlivé části uvádí tabulka níže, ve které se zobrazuje i příslušnost jednotlivých částí k obci či následné odtržení.
| Rok            | 1869  | 1880  | 1890  | 1900 | 1910 | 1921 | 1930 | 1950 | 1961 | 1970 | 1980 | 1991 | 2001 | 2011 | 2021 |
| -------------- | ----- | ----- | ----- | ---- | ---- | ---- | ---- | ---- | ---- | ---- | ---- | ---- | ---- | ---- | ---- |
| Počet obyvatel | 1 068 | 1 130 | 1 070 | 986  | 957  | 890  | 860  | 594  | 579  | 531  | 478  | 422  | 428  | 360  | 336  |
| Počet domů     | 145   | 155   | 168   | 172  | 176  | 176  | 181  | 191  | 163  | 157  | 140  | 179  | 191  | 194  | 190  |

## Obecní správa

### Části obce
Přestože se obec skládá z jediného katastrálního území, ona sama se dělí na víc částí (nikoli však evidenčních částí). S vesnicí spojenou je nejvyšší část obce zvaná Vyšehrad, nalézající se na jejím západním okraji. Dalších zhruba 500 metrů severozápadně od ní leží na silnici do Vysoké osada Ošíkov, dalších cca 700 metrů stejným směrem se rozkládá osada Trpín. Jižně od Kladek se mezi loukami a lesy nachází osada Bělá.

### Obecní symboly
Znak a vlajka byly obci uděleny rozhodnutím předsedy Poslanecké sněmovny Parlamentu České republiky dne 15. dubna 2010.
Blason znaku: V modrém štítě pod stříbrnou vlnitou hlavou stříbrná mitra s červeným patriarším křížem, dole se zlatým lemem s červenými kameny a stříbrnými fimbriemi.
Blason vlajky: Modrý list s bílým zvlněným žerďovým pruhem širokým čtvrtinu délky listu. V modrém poli bílá mitra s červeným patriarším křížem, dole se žlutým lemem s červenými kameny a bílými fimbriemi. Poměr šířky k délce listu je 2:3.
Symbol mitry odkazuje na biskupa svatého Mikuláše, původního patrona zdejšího kostela. Červený patriarší kříž zase připomíná svatého Cyrila a Metoda, kterým je kostel zasvěcen dnes. Vlnitá hlava ve znaku a zvlněný pruh na vlajce pak představují říčku Věžnici, která zde pramení.

## Společnost

### Kultura
- Římanské gladiátorské hry, již tradiční dovednostní soutěž pro mužská družstva, která se koná na fotbalovém hřišti TJ Sokol Kladky každý rok v červnu
- Kladecké šikulky, podobná soutěž tentokráte pro ženská družstva

### Sport
- Lyžařský areál Kladky,[7] vlastník a provozovatel TS Sokol Kladky, webkamera sjezdovky, lyžařská a snowboardová škola
- Fotbalový tým TJ Sokol Kladky, IV. okresní třída skupina A
- Tenisový kurt, dětské hřiště

### Turistika
Obcí prochází modrá turistická značka vedoucí Kladeckou dolinou ze západu od Nectavy pokračující skrze celou obec severovýchodním směrem na Milkov a posléze do Javoříčka. Údolím potoka Věžnice vede ze severu od Kozova zelená turistická trasa, která protíná obec v její polovině a pokračuje na jih do Jesence. Od rozcestníku "U křížku" sdílí stejnou trasu jako naučná stezka Kladecko, která vede ze zastávky Šubířov údolím Bělé, kolem stejnojmenné osady k zmiňovanému rozcestníku, kde se stáčí jihovýchodním směrem do Jesence. Podél její trasy je rozmístěna více než desítka informačních tabulí.

## Pamětihodnosti
- Farní kostel svatého Cyrila a Metoděje, uprostřed vesnice, vznikl dostavěním kostela svatého Mikuláše z 17. století
- Hřbitov, pamětní kříž
- Mlýn na Bělé, druhá polovina 16. století, nejstarší dochovaná stavba

## Osobnosti
- Melchior Mlčoch (1833–1917), profesor teologie[7]
- František Eliáš (1847–1903), soudce a politik, poslanec Moravského zemského sněmu

## Galerie

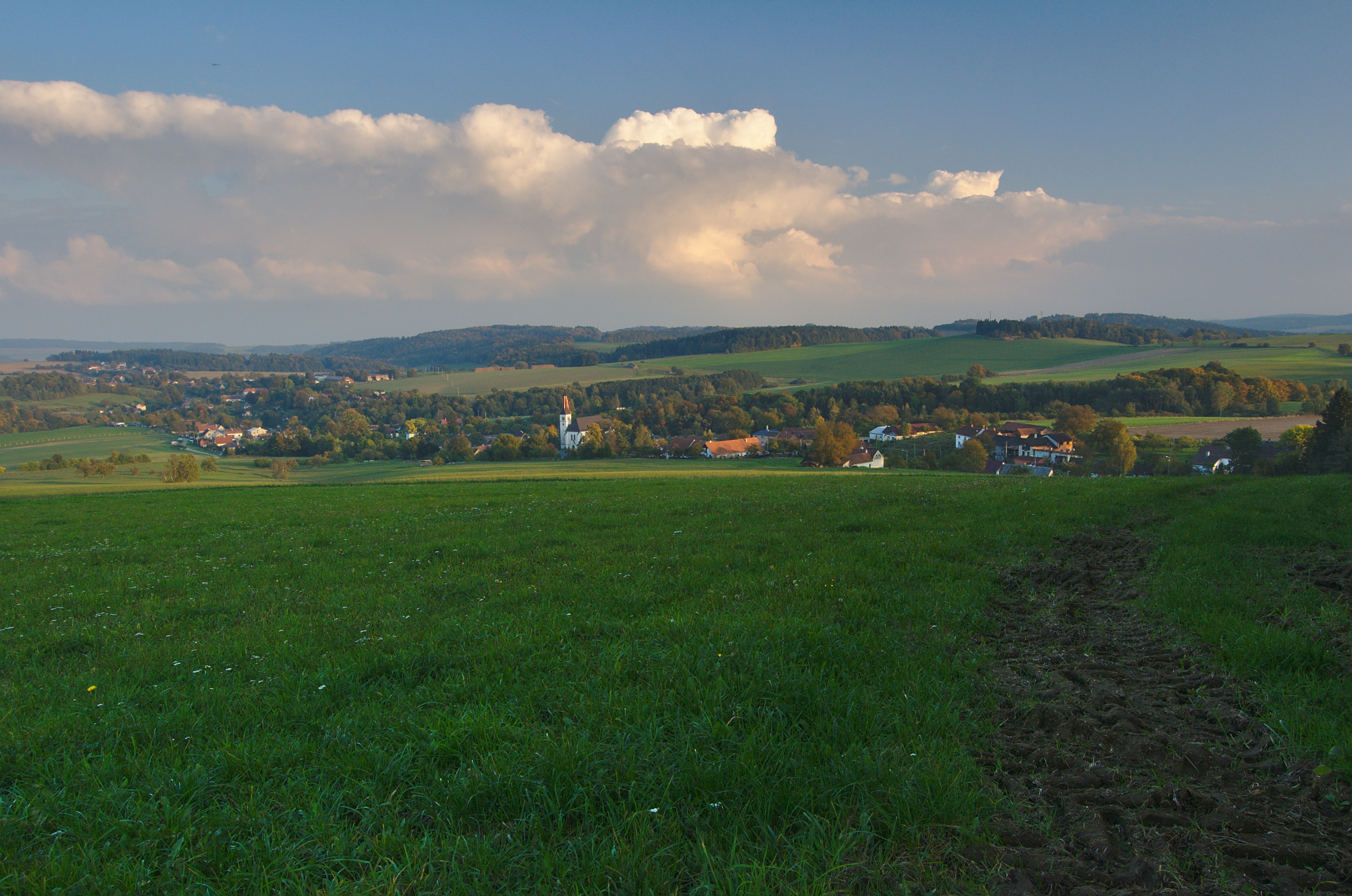
Pohled na obec od vrcholu Zahálkovy skalky
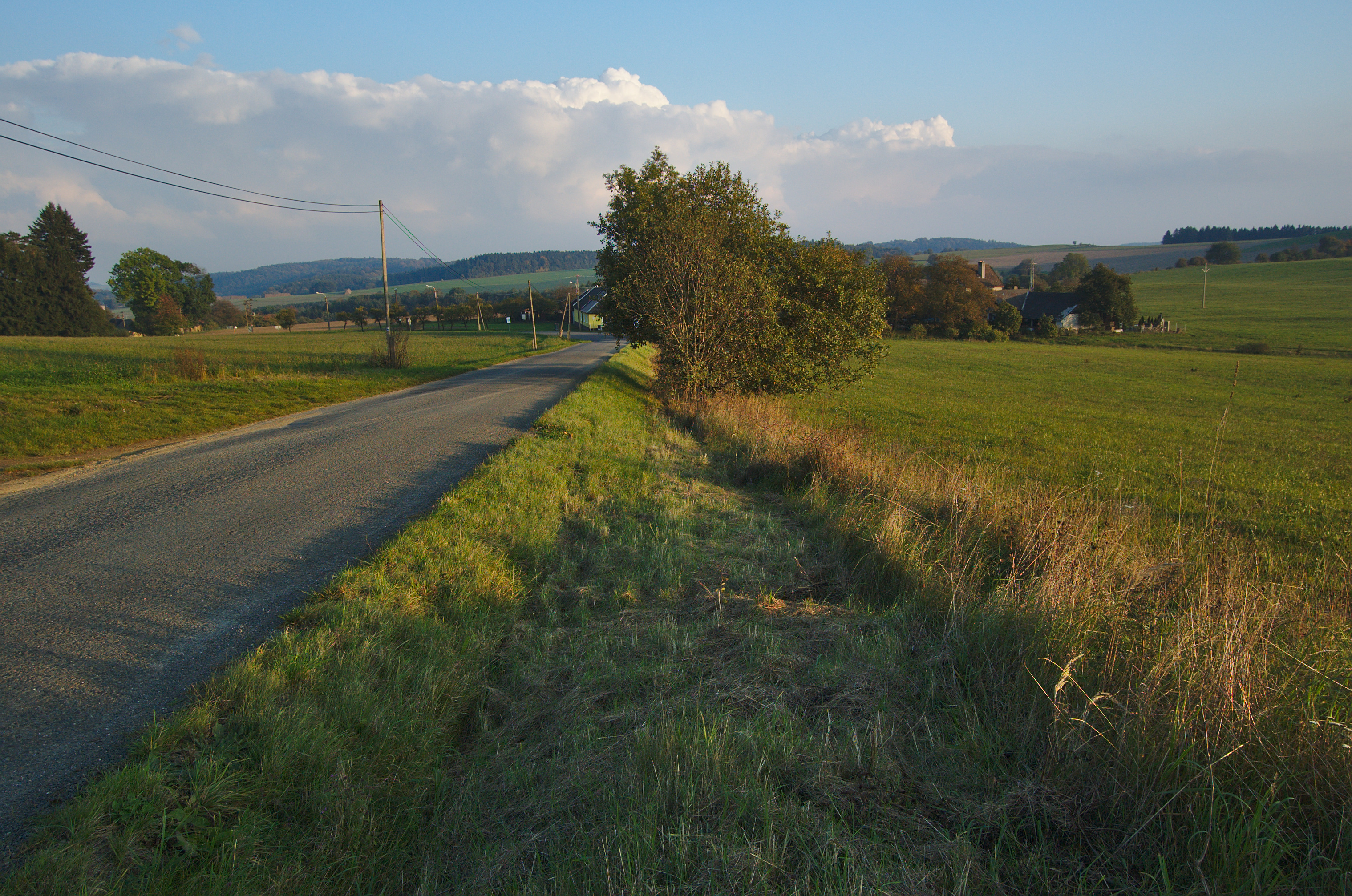
Pohled na místní část Vyšehrad
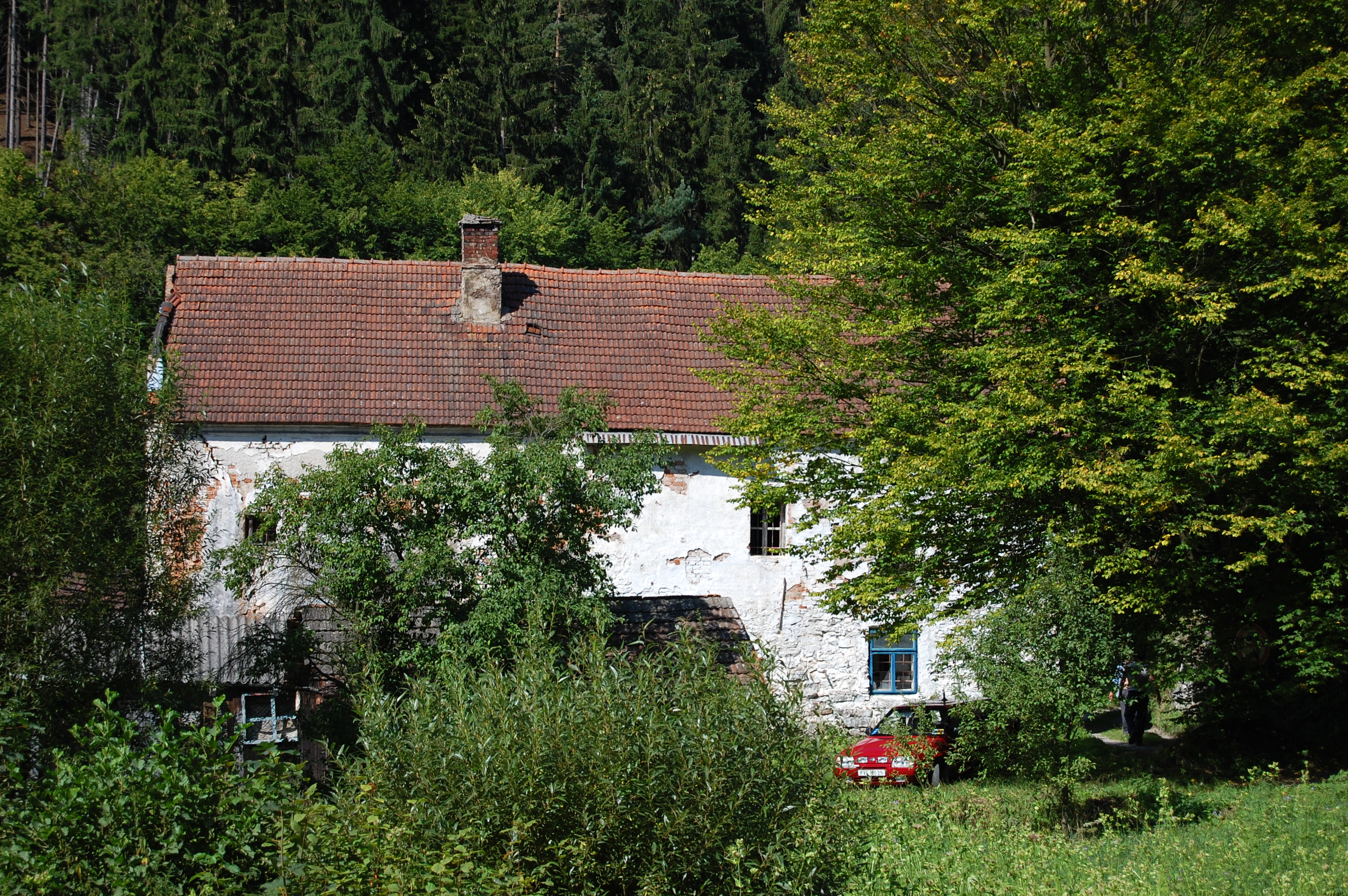
Mlýn v Nectavském údolí
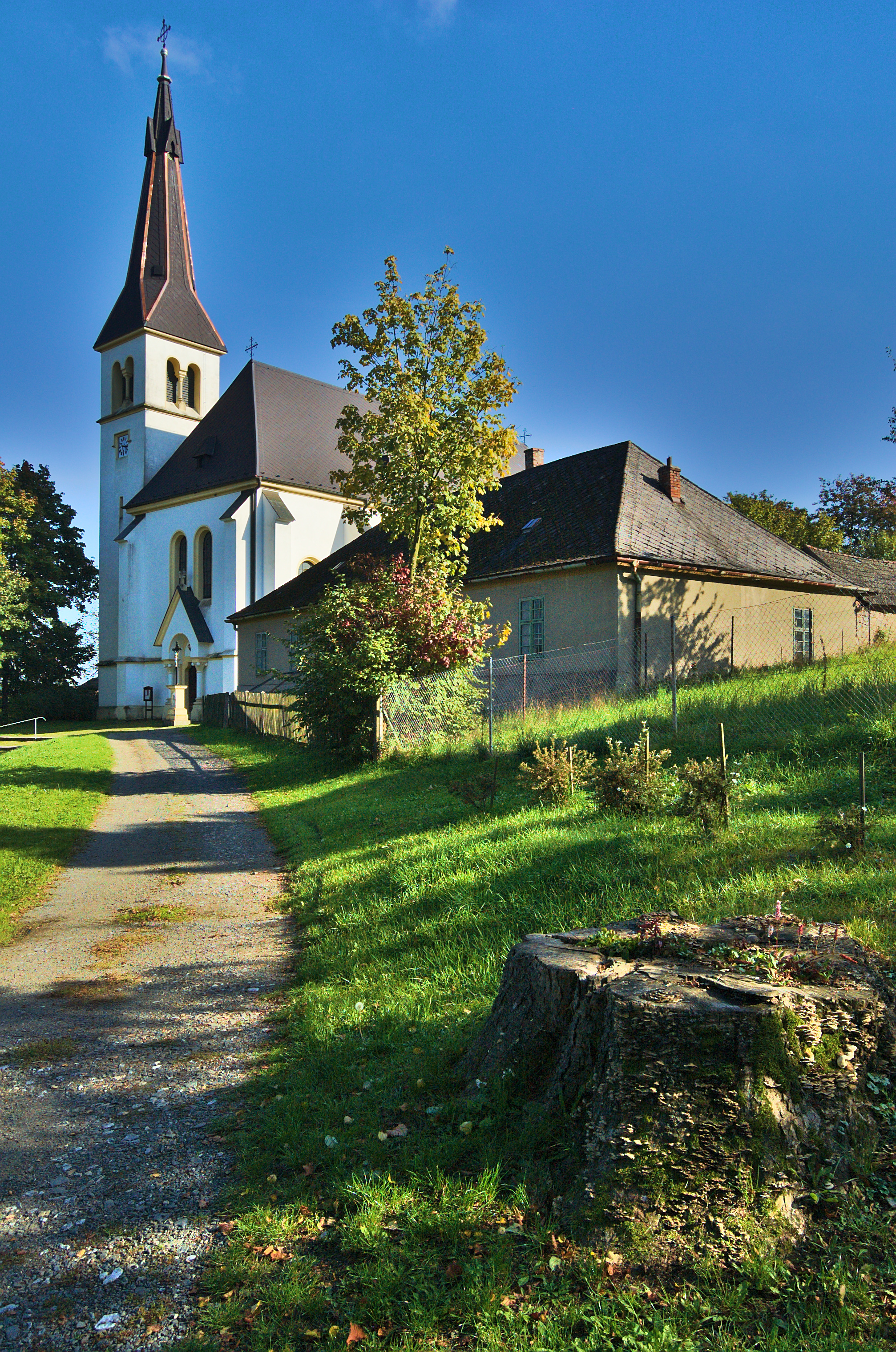
Kostel svatého Cyrila a Metoděje
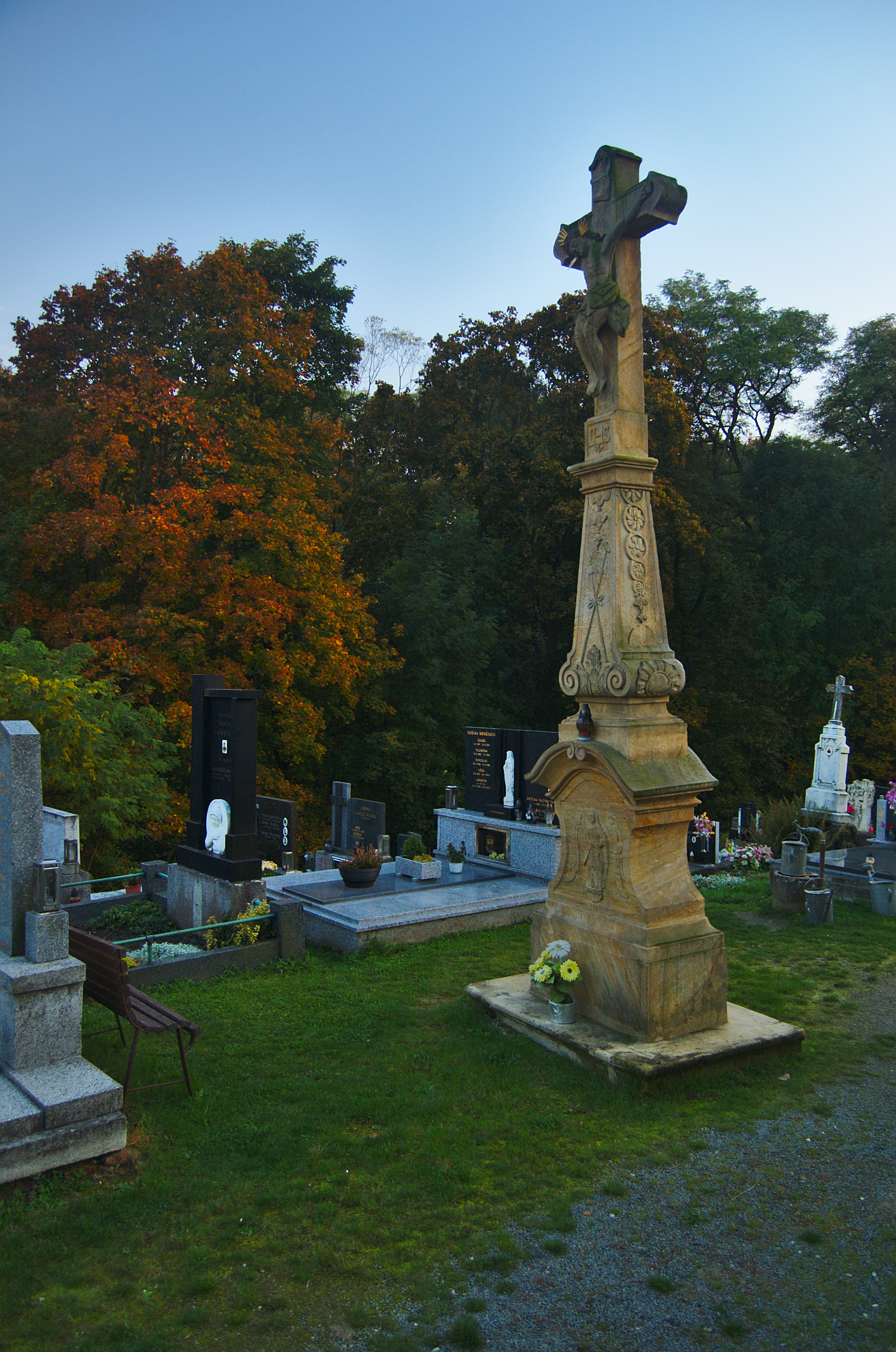
Kříž na hřbitově
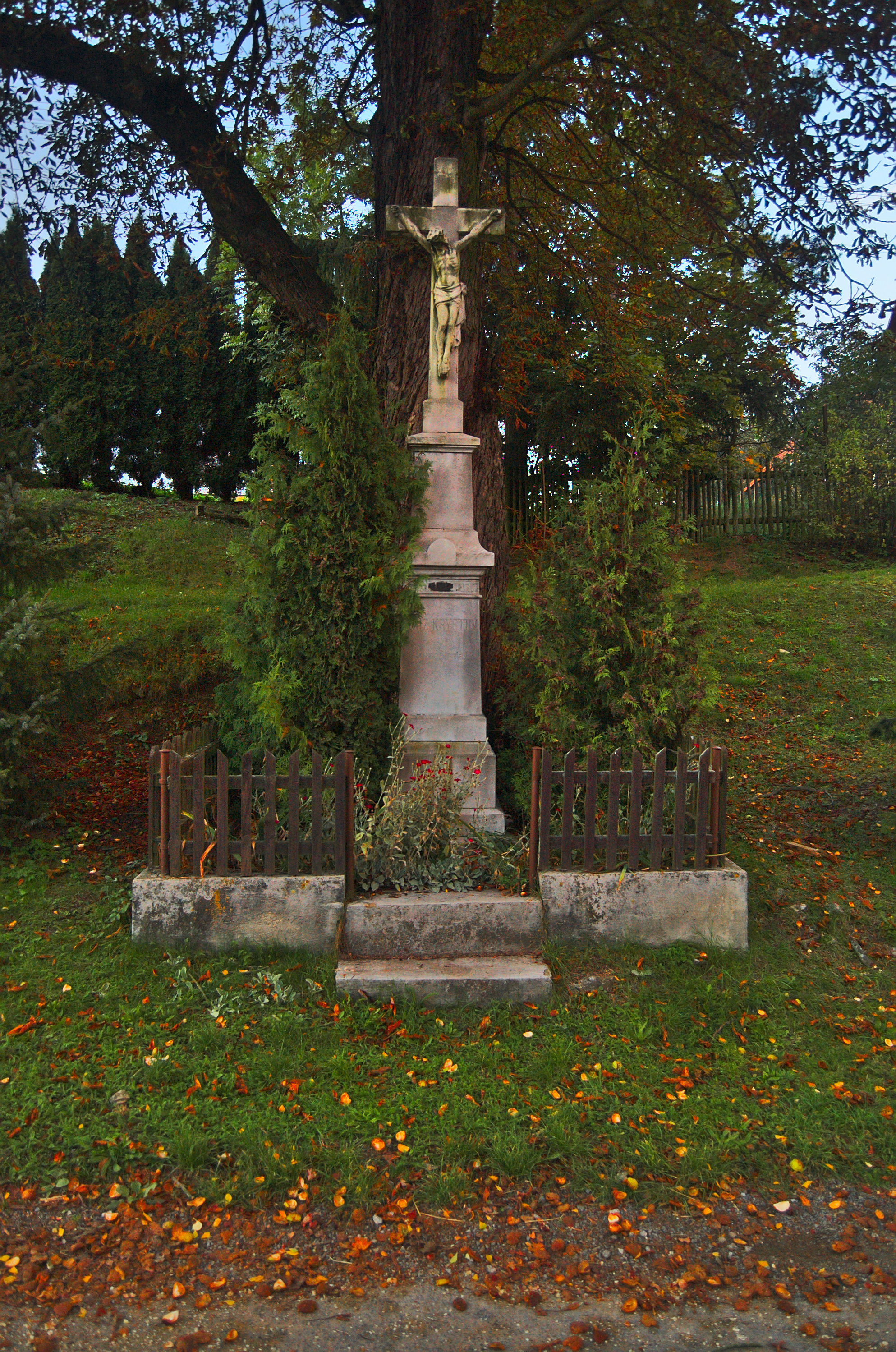
Kříž poblíž hospody "U Římana"
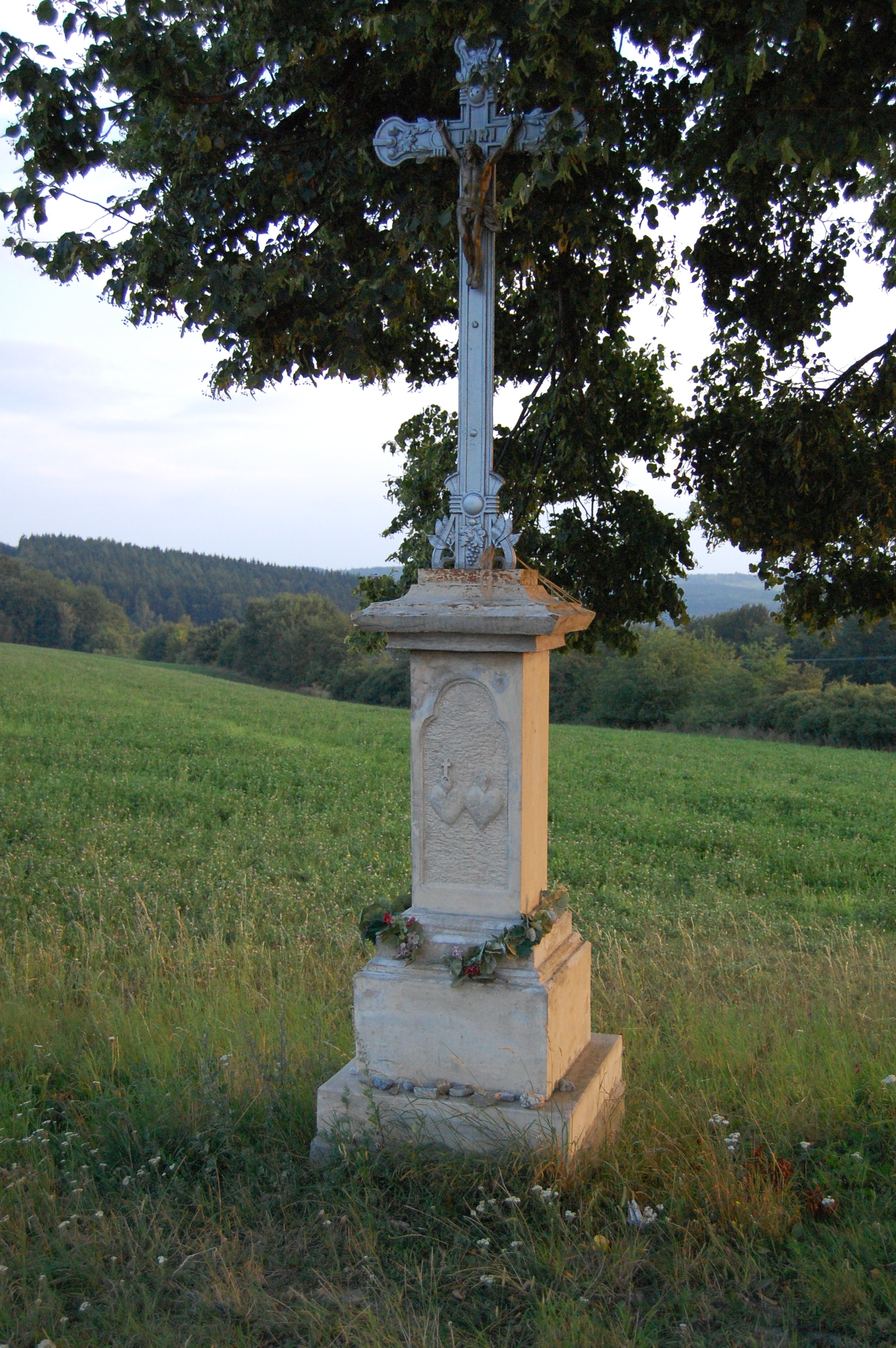
Kříž na Napoleonské cestě u Kladek
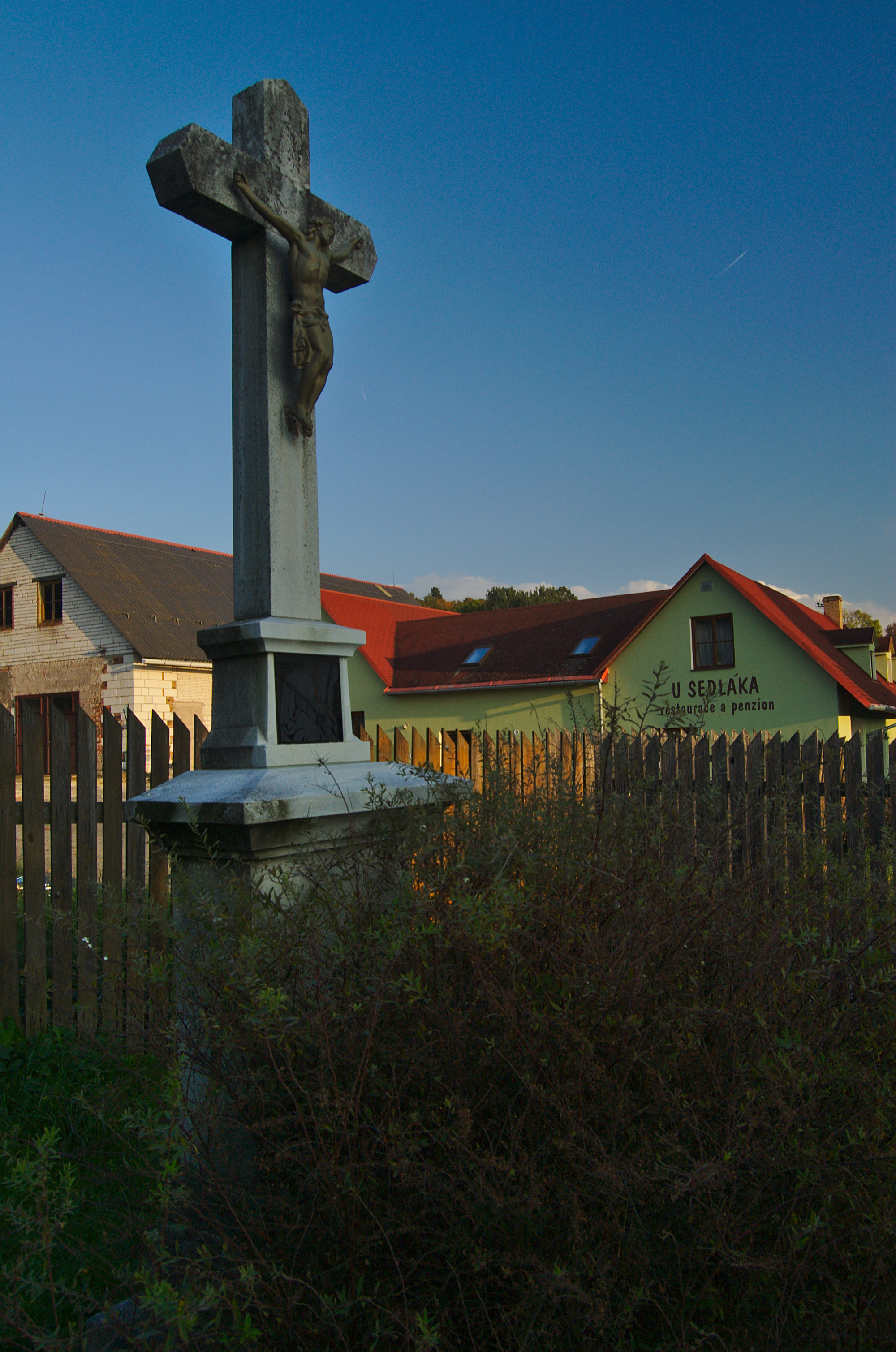
Kříž uprostřed obce Ošíkov
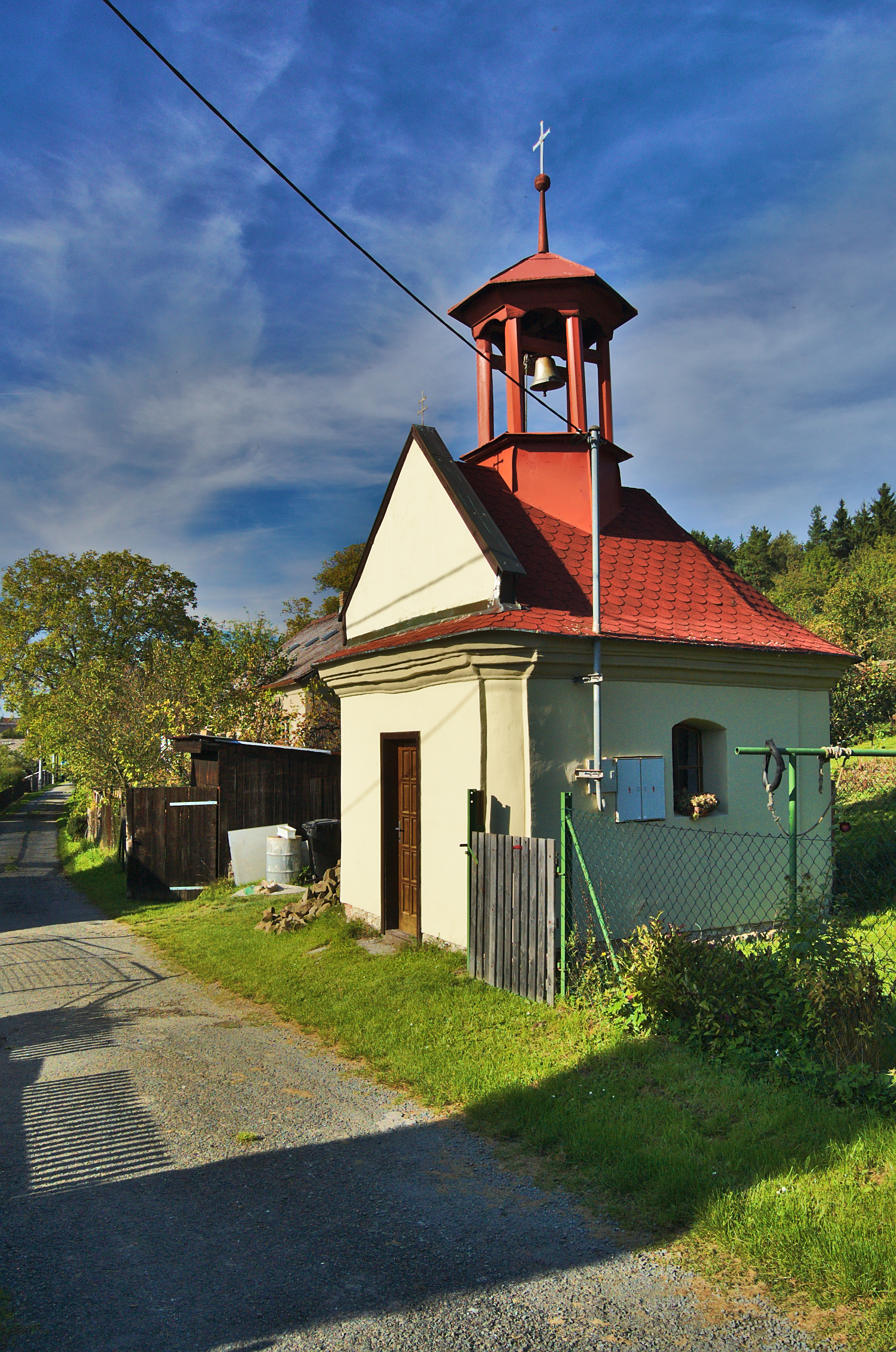
Kaple v obci Trpín